# Eyguières
Eyguières is een gemeente in het Franse departement Bouches-du-Rhône in de regio Provence-Alpes-Côte d'Azur en maakt deel uit van het arrondissement Arles. De gemeente telde 6.915 inwoners op 1 januari 2022.
Nabij het dorpscentrum ligt de archeologische site Eyguières. Hier werden hoofdzakelijk Gallo-Romeinse nederzettingen gevonden; nochtans zijn er prehistorische vondsten gedaan in de grotten van de Alpilles rondom deze site.

## Geografie
De oppervlakte van Eyguières bedraagt 68,75 vierkante kilometer; Op 1 januari 2022 was de bevolkingsdichtheid 100,6 inwoners per km².

De onderstaande kaart toont de ligging van Eyguières met de belangrijkste infrastructuur en aangrenzende gemeenten.

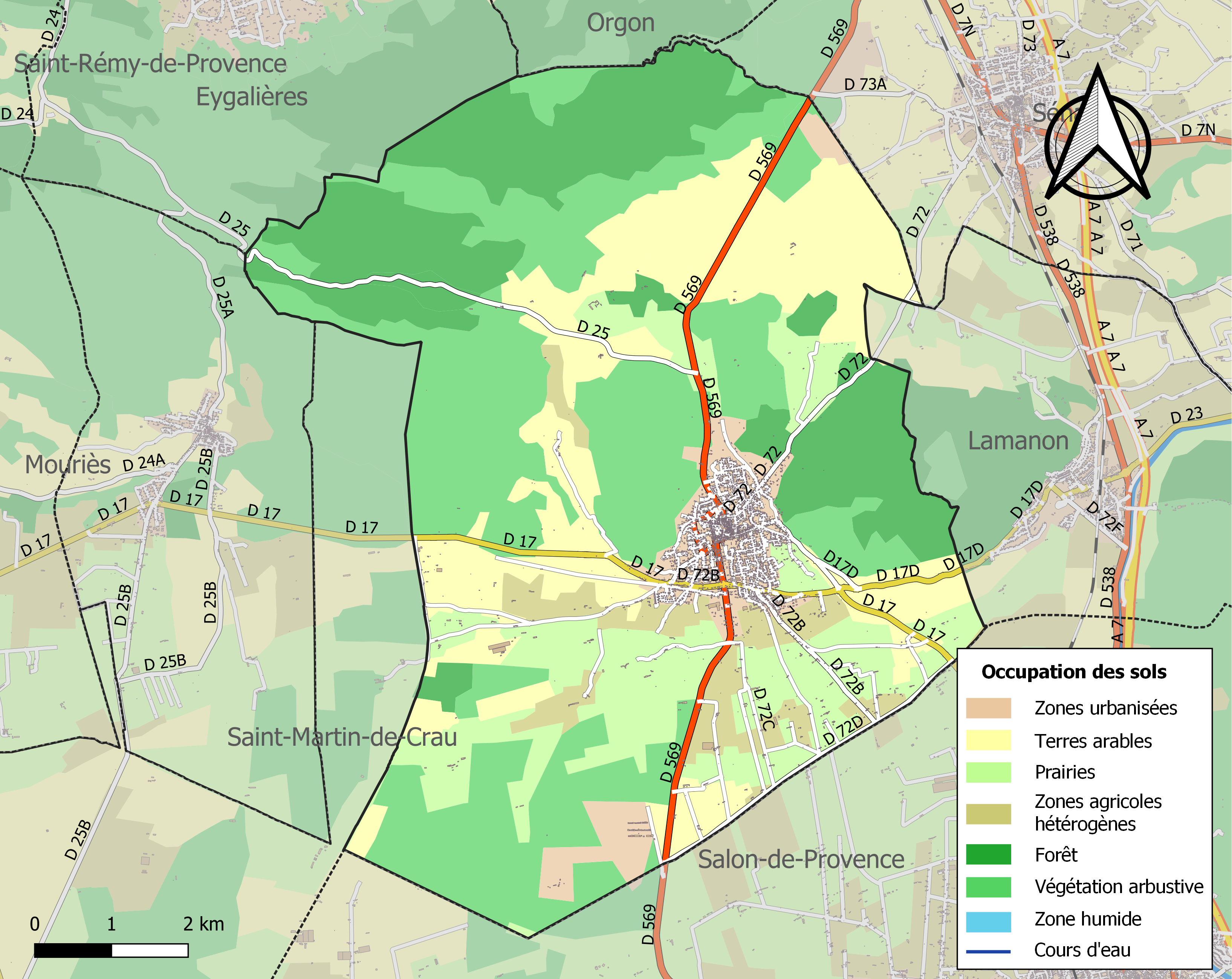

## Demografie
Onderstaande figuur toont het verloop van het inwonertal.
Vanwege een beveiligingsprobleem met de MediaWiki Graph-software is het momenteel niet mogelijk deze grafiek weer te geven. Zodra de software is bijgewerkt zal de grafiek vanzelf weer zichtbaar worden.